# Valerie Koch
Pour les articles homonymes, voir Koch.
Valerie Koch, née le 24 septembre 1974 à Kirchheim unter Teck (Allemagne de l'Ouest), est une actrice de théâtre et de cinéma allemande.

## Filmographie partielle

### Au cinéma
- 2003 : Ils ont eu Knut
- 2014 : The Voices
- 2018 : Unterwerfung

### À la télévision
- 2008 : Berlin, brigade criminelle (KDD – Kriminaldauerdienst, série télévisée)
- 2009 : Berlin section criminelle (série télévisée, épisode Spurlos)
- 2009 : SOKO Cologne (série télévisée, épisode Auf der Flucht)
- 2009 : Brigade du crime (SOKO Leipzig, série télévisée, épisode Das Schwein)
- 2012 : Frédéric II, roi de Prusse (Friedrich – Ein deutscher König) de Jan Peter
- 2021 : Moi, Christiane F., 13 ans, droguée, prostituée... (série télévisée)

## Théâtre
Théâtre Maxime Gorki de Berlin
- 1998 : Schnitt ins Fleisch de Xavier Durringer (rôle : Lisa)

Deutsches Theater de Berlin
- 1999 : King Kongs Töchter de Martin Walser (rôle : Carla)

Staatstheater de Stuttgart
- 2001 : Im Gartenhaus de Jane Bowles (rôle : Molly)
- 2002–2004 : Miss Sara Sampson de Gotthold Ephraim Lessing ) (rôle : Marwood)

Hamburger Schauspielhaus
- 2002-2004 : Don Juan kommt aus dem Krieg d'Ödön von Horváth (rôle : la fille facile)
- 2002-2004 : 1913 de Carl Sternheim (rôle : Sophie)
- 2002-2004 : Othello de William Shakespeare (rôle : Desdémone)
- 2005 : Le Cercle de craie caucasien de Bertolt Brecht (rôle : divers)

## Récompenses et distinctions
- Weißer Elefant (Éléphant blanc) de la meilleure actrice au Festival du film de Munich 2007

- (en) Valerie Koch: Awards, sur l'Internet Movie Database

## Littérature
- Manfred Hobsch, Ralf Krämer, Klaus Rathje, Filmszene D. Die 250 wichtigsten jungen deutschen Stars aus Kino und TV, Schwarzkopf & Schwarzkopf, Berlin, 2004,  (ISBN 3-89602-511-2), p. 235 et suivantes